# Sattva
Sattva of Sattwa (Sanskriet सत्त्व ) is in de Indiase filosofie een guna of hoedanigheid en betekent: de meest pure staat van zijn. Deze guna wordt geassocieerd met de kleur wit. Als adjectief wordt in het Nederlands de term Sattvisch gebruikt.
Het is een filosofisch en psychologische concept, zoals dit is vastgelegd door de Samkhya school. Sattva is uit beweging, stil, volledig Bewustzijn toelatend, en doet alles groeien, bloeien, ontstaan en leven. Het is de stille opbouwende Kracht van Bewustzijn. Het doet beweging op gang komen maar is niet zelf in beweging.

## Eigenschappen van de werkelijkheid
Prakrti staat zowel de materiële als geestelijke werkelijkheid en is onder te verdelen in drie guna’s. Naast de neutrale kracht sattva is er een actieve factor, de rajas, dat staat voor vuur, passie en actie. De derde guna heet tamas en staat voor passiviteit.
Over sattva staat in hoofdstuk 14 paragraaf 6 van de Bhagavad Gita letterlijk, in Nederlandse vertaling:
O zondeloze, de hoedanigheid goedheid, die zuiverder is dan de andere twee, is verlichtend en bevrijdt iemand van de karmische reacties op zijn zonden. Zij die zich in deze hoedanigheid bevinden, raken geconditioneerd door een gevoel van geluk en kennis.
In de Vedabase, een naslagwerk over de Veda’s volgt een uitleg over de psychische kenmerken van levende wezens. De een is gelukkig, bij iemand anders overheerst het actief zijn en de derde is geneigd tot hulpeloosheid. Degene bij wie goedheid overheerst is minder vatbaar voor materiële tegenspoed. Maar als hij zich laat voorstaan op zijn goedertierendheid en zich beter voelt dan de anderen, maakt hij minder kans op bevrijding en het opgaan in de spirituele wereld. Als sattva overheerst in het egobewustzijn, verkeer je in een staat van transformatie. Sattva zegeviert bij de goden.
In de Indiase filosofie zijn deze drie hoedanigheden niet apart aanwezig. Alles is onderling met elkaar verbonden, alleen de mate waarin hangt van de context af. Het levend wezen of substantie is hiervan het resultaat.
Kwaliteit van het leven staat centraal bij deze guna, net zoals lichtheid en puurheid. Het hier en nu, spiritualiteit en bewustzijn vormen de basis. In deze staat onttrek je je aan slechte karma, want alles dat gedaan of gezegd wordt, slaat weer terug op de persoon zelf.
Guna’s zijn altijd, in verschillende mate, aanwezig, maar in de praktijk zal één eigenschap meer overheersen dan de ander. Helderheid, balans en begrip duiden op sattva.

## Ayurveda
In de Ayurvedische gezondheidsleer komt ook het begrip sattvisch bewustzijn voor, want de mens is wat hij verteert. Voedsel met sattvische energie bestaat voornamelijk uit vegetarisch, vers bereid eten, fruit, granen en rijst. Zij dragen bij tot het geestelijk welzijn.
Tevens is de sattvische aanraking de basistechniek van de ayurvedische massage, het mentale/emotionele vlak (manomaya kosha) en het bewustzijn.
Volgens het blad Happinez is de maatschappij te veel gedreven door beweging, groei en consumeren (rajas). Sattvisch bewustzijn is niet wegdromen en voortdurend rennen, maar meer het besef dat alles wat je nodig hebt al in jezelf zit.
De Vlaamse schrijver Lies Ameeuw formuleert het als volgt: "Sattvisch leven is leven met respect voor alles wat bestaat. Maar je kunt jezelf afvragen: waarom wil je graag een sattvisch bewustzijn? Als dat een doel op zich is, is het misschien niet zo sattvisch."